# Kenta Tokushige
Kenta Tokushige (徳重 健太, Tokushige Kenta) est un footballeur japonais né le 9 mars 1984. Il joue au poste de gardien de but à V-Varen Nagasaki.